# Neurocranio
La scatola cranica o neurocranio è la regione scheletrica che, insieme allo splancnocranio, costituisce il cranio dei Vertebrati. È composta prevalentemente da ossa piatte, delimitanti un cavità che contiene l'encefalo e i principali organi sensoriali (vista, olfatto e sensibilità stato-acustica).

## Sviluppo embrionale
Lo sviluppo del neurocranio inizia con la formazione di tre coppie di capsule cartilaginee (olfattive, ottiche e otiche) che inglobano gli organi sensoriali in formazione nella testa. Contemporaneamente, si formano due coppie di listerelle cartilaginee: le trabecole (o precordali), nella regione anteriore alla notocorda, e le paracordali, parallele all'estremità anteriore della notocorda.
Queste si fondono nella linea mediana a costituire il pavimento del neurocranio. Dalla fusione delle trabecole si origina la placca etmoidale, che ingloba le capsule olfattive e presenta al centro una finestra ipofisaria; dalla fusione delle paracordali si forma la placca basale, che circonda le capsule otiche. Le capsule ottiche, invece, rimangono libere per permettere il movimento degli occhi. Successivamente le placche etmoidali e basali si espandono lateralmente per costruire le pareti e chiudere il tetto del neurocranio.
Negli adulti dei Ciclostomi (vertebrati Agnati) e dei Condroitti (pesci cartilaginei) il neurocranio rimane interamente cartilagineo e viene comunemente chiamato condrocranio. Invece, negli osteitti (pesci ossei) e nei tetrapodi, il condrocranio iniziale subisce notevoli ossificazioni, alle quali si aggiungono varie ossa di rivestimento generate dall'ossificazione diretta della membrana connettivale che circonda l'encefalo.

## Tipologie
In base alla diversa evoluzione che subisce l'encefalo dei Vertebrati, si possono distinguere varie tipologie di neurocranio:
- Paleocranio – Scatola cranica priva di regione occipitale per mancato inglobamento di materiale vertebrale. Il nervo vago è l'ultimo nervo cranico (ciclostomi);
- Neocranio – Con regione occipitale derivata dall'inclusione di materiale vertebrale. Al nervo vago si aggiungono due ulteriori nervi cranici, l'accessorio e l'ipoglosso, di derivazione spinale. Il neocranio viene ulteriormente distinto in:
  - Protometamero – Un solo inglobamento di materiale vertebrale (elasmobranchi e anfibi)
  - Auximetamero – Un ulteriore inglobamento di vertebre si aggiunge alla regione protometamera (olocefali, osteitti, rettili, Uccelli e Mammiferi)

Inoltre, la scatola cranica viene distinta per la sua conformazione in:
- Platibasica – Con un'ampia placca etmoidale ed estesa regione tra le orbite (condroitti e anfibi);
- Tropibasica – La placca etmoidale è stretta e si solleva formando un setto interorbitario (osteitti, rettili, uccelli e mammiferi).

## Fossa cranica
La fossa cranica corrisponde alla base della faccia interna del cranio ed è convenzionalmente divisa in tre parti:
1. La fossa cranica anteriore
2. La fossa cranica media
3. La fossa cranica posteriore

### La fossa cranica anteriore
È la parte anteriore della base della faccia interna del cranio. È delimitata anteriormente dalla squama (o porzione verticale) dell'osso frontale e indietro dal margine posteriore delle piccole ali dello sfenoide e dal solco del chiasma ottico.
È costituita da: faccia endocranica e bozze orbitarie del frontale, la lamina cribrosa e crista galli dell'etmoide, parte del corpo e piccole ali dello sfenoide.
Dell'etmoide appare parte della lamina cribrosa, la crista galli e i fori etmoidali.
Il frontale presenta, come punti caratterizzanti, la cresta frontale e il foro cieco che dà passaggio alla vena emissaria e al seno sagittale superiore. Entrambi sono posti lateralmente.
Lo sfenoide è caratterizzato dalla presenza del solco del chiasma ottico per il nervo ottico; il foro ottico per il nervo ottico stesso e l'arteria oftalmica, le docce olfattive per i tratti olfattivi.

### La fossa cranica media
È la parte media della base della faccia interna del cranio. È delimitata in avanti dal margine posteriore delle piccole ali dello sfenoide e dal solco del chiasma ottico e indietro dal margine superiore della lamina quadrilatera dello sfenoide e dal margine superiore della piramide dell'osso temporale. Quindi il suo limite anteriore coincide con il limite posteriore della fossa cranica anteriore.
È costituita dal corpo dello sfenoide, dove risiede la sella turcica con la fossetta ipofisaria (dà attacco alla ghiandola ipofisaria). La fossa è inoltre formata dalle grandi ali dello sfenoide e dalla piramide del temporale. Quest'ultima accoglie le fosse sfenotemporali dove si trovano i lobi temporali del telencefalo.
La fossa presenta molti orifizi di grande importanza quali:
- quelli della fossa infratemporale: l'orifizio ovale che dà passaggio al ramo mandibolare del trigemino, all'arteria piccola meningea e al collaterale dell'arteria mascellare; l'orifizio spinosa che dà passaggio all'arteria meningea media e al nervo spinoso del trigemino;
- quelli della fossa pterigopalatino: l'orifizio lacero o vidiano che dà passaggio nervo vidiano; l'orifizio rotondo che dà passaggio ramo mascellare trigemino;
- quelli della piramide: lo hiatus canale facciale per il nervo petroso superficiale e profondo; l'orifizio interno canale carotico;
- la fessura orbitaria superiore dà passaggio al nervo oculare comune, trocleare e abducente; al ramo oftalmico del trigemino e ai rami dell'arteria meningea media.

### La fossa cranica posteriore
Si trova sulla base della faccia interna del cranio. È delimitata in avanti dal margine superiore della lamina quadrilatera dello sfenoide e dal margine superiore della piramide del temporale e indietro è separato dalla volta per mezzo di una linea che corrisponde, esternamente, alla linea nucale superiore fino alle protuberanze occipitale esterna. Quindi il suo limite anteriore coincide con il limite posteriore della fossa cranica media.
È costituita dalla faccia posteriore della lamina quadrilatera dello sfenoide, dalla faccia posteriore della piramide del temporale e dalla squama dell'occipitale.
La faccia posteriore della lamina quadrilatera dello sfenoide delimita, con l'occipitale, il solco giugulare dividendolo in: 
- una porzione anteromediale per il nervo glossofaringeo;
- una porzione posterolaterale per il nervo vago, il nervo accessorio e il nervo della giugulare interna.

La faccia posteriore della piramide del temporale presenta:
- i solchi petrosi, quello superiore e quello inferiore (in sincondrosi con l'occipitale), entrambi danno passaggio a un seno venoso omonimo;
- il meato acustico interno dà passaggio al nervo statoacustico, al nervo intermedio e al nervo facciale propriamente detto. Lateralmente a quest'ultimo si trova l'acquedotto del vestibolo nel quale passa il sacco endolenfatico;
- il foro mastoideo si trova nel solco segnoideo e dà passaggio a una vena.

Infine la squama dell'occipitale presenta: 
- il grande foro occipitale che contiene il midollo allungato, l'arteria vertebrale, il nervo accessorio spinale, la radice del nervo ipoglosso;
- la cresta e le protuberanze occipitali interne che dividono in due le fosse cerebellare;
- il canale ipoglosso (lateralmente) per il nervo omonimo;
- il solco del seno trasverso.

Il neurocranio può assumere tre forme tipiche distintive:
- dolicocefalo o allungato
- mesocefalo o di forma intermedia
- brachicefalo o rotondeggiante.